# Авганистан на Светском првенству у атлетици на отвореном 2019.
Авганистан је учествовао на 17. Светском првенству у атлетици на отвореном 2019. одржаном у Дохи од 27. септембра до 6. октобра. Репрезентацију Авганистана представљао је 1 такмичар који се такмичио у трци на 100 метара.,
На овом првенству такмичар Авганистана није освојио ниједну медаљу.

## Учесници
Мушкарци:
- Саид Гилани — 100 м

## Резултати

### Мушкарци
| Атлетичар   | Дисциплина | Лични рекорд | Предтакмичење | Предтакмичење | Квалификације        | Квалификације        | Полуфинале           | Полуфинале           | Финале               | Финале       | Детаљи |
| Атлетичар   | Дисциплина | Лични рекорд | Резултат      | Место         | Резултат             | Место                | Резултат             | Место                | Резултат             | Место        | Детаљи |
| ----------- | ---------- | ------------ | ------------- | ------------- | -------------------- | -------------------- | -------------------- | -------------------- | -------------------- | ------------ | ------ |
| Саид Гилани | 100 м      | 11,13        | 11,45         | 6. гр 1       | Није се квалификовао | Није се квалификовао | Није се квалификовао | Није се квалификовао | Није се квалификовао | 50 / 65 (68) |        |